# Acrotomia crocea
Acrotomia crocea är en fjärilsart som beskrevs av W. Warren 1900. Acrotomia crocea ingår i släktet Acrotomia och familjen mätare. Inga underarter finns listade i Catalogue of Life.